# Aptychy

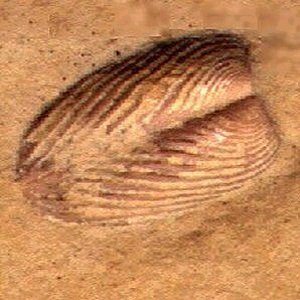
Aptychy

Aptychy jsou jedním ze druhů čelistí hlavonožců (jedná se o spodní část čelisti, svrchní se nazývá rhyncholit, stejně jako u recentní loděnky). Jsou charakteristické zejména pro druhohorní zástupce amonitů. V jejich popisu se uplatňují principy parataxonomie, kdy jsou pro ně vytvořeny speciální taxonomické jednotky (rody, druhy aj.). Aptychy mohly sloužit také jako víčka kryjící vstup do obývací komory amonitů. Ve fosilním záznamu se nalézají primárně samostatně, mimo obývací komory amonitů. Jsou tvořeny z kalcitu a za života jedince byly pravděpodobně z části organické.
Fosilie aptychů lze morfologicky rozdělit na dvě skupiny- diaptychy a anaptychy. Diaptych je tvořen ze dvou misek. Jednodílná miska se nazývá anaptych.

## "Systematika"

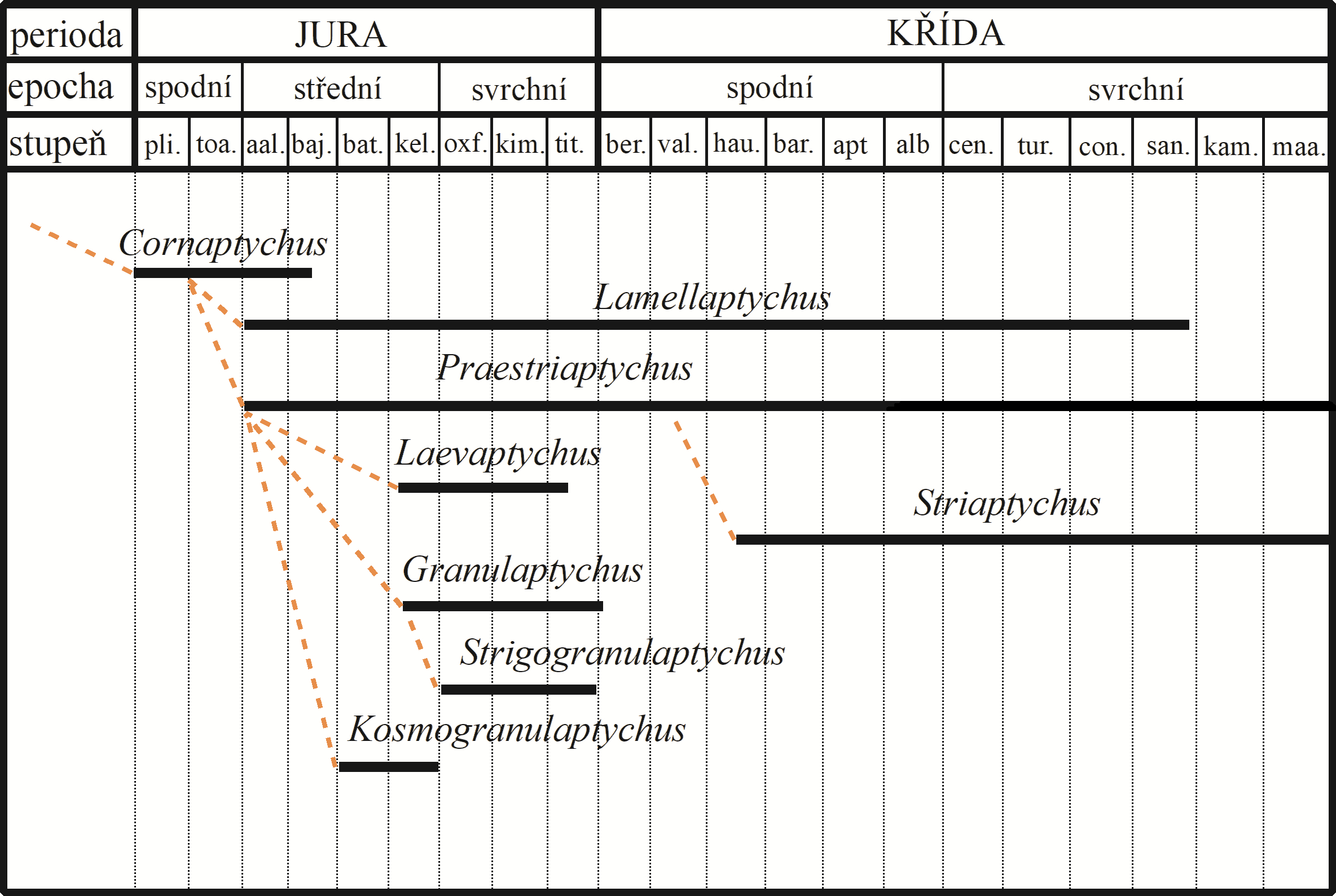
Zjednodušené schéma parataxonomie rodů aptychů.

Parataxonomií se rozumí rozdělení organismů (živých, neživých, nebo jejich částí) do vlastního samostatného systému. Systém aptychů nelze taxonomicky propojit s rody amonitů. Některé druhy aptychů je však možné se svým nositelem propojit skrze nález in situ amonita. Mnoho druhů aptychů je v současnosti (2023) rozděleno také do paračeledí.
Systematika čelistí hlavonožců celkově stojí lehce na okraji zájmu odborné veřejnosti. Jako první se aptychy systematicky zaobíral Friedrich Trauth na počátku 20. století. Vytvořil pro ně dodnes uznávané rody, které ale nyní vnímáme jako pararody.
Aptychy mohou tvořit zajímavý doplněk znalostí při paleontologickém výzkumu. Díky své kalcitické povaze se mohou zachovat i tehdy, když se samotné aragonitové schránky amonitů ve fosilním záznamu nedochovají.

### Nejvýznamnější pararody:

#### LamellaptychusTrauth, 1927
Rod aptychů typický především pro jurské období. Má protáhlý tvar a výrazné lamely, díky kterým je snadno rozpoznatelný. Typický pro skupinu Haploceratoidea Zittel, 1884.

#### PraestriaptychusTrauth, 1927
Jeden z nejrozšířenějších pararodů aptychů. Vyskytuje se například u některých druhů čeledi Perisphinctoidea Steinmann, 1890.

#### LaevaptychusTrauth, 1927
Aptych s charakteristickým tvarem, relativně tlustý. Je možné jeho použití pro geochemické analýzy stabilních izotopů. Je typický pro podčeled Aspidoceratinae Zittel, 1895.

#### GranulaptychusTrauth, 1927
Typický pro zástupce perisphinctidních amonitů svrchní jury

#### StriaptychusTrauth, 1927.
Rozšířený typ aptychu, především také v české křídové pánvi. Nejvíce je tento rod typický pro rod Scaphites Parkinson, 1811.